# Piteå tingslag
Piteå tingslag var ett tingslag i Norrbottens län i södra Norrbotten. Tingsställe var Öjebyn.
Tingslaget bildas 1680, 1892 utbröts Älvsby tingslag och 1928 uppgick det i Piteå och Älvsby tingslag. 
Tingslaget hörde mellan 1680 och 1820 till Västerbottens norra kontrakts domsaga, mellan 1820 och 1838 till Norrbottens domsaga, mellan 1839 och 1877 till Norrbottens södra domsaga och från 1877 till Piteå domsaga.

## Socknar
Piteå tingslag omfattade följande socknar: 
- Piteå socken
- Älvsby socken från 1809, utbröts 1892 till Älvsby tingslag
- Norrfjärdens socken från 1916
- Hortlax socken från 1918